# Cabrera (Adelsgeschlecht)

Wappen des Hauses Cabrera zeigt einen Ziegenbock (Katalanisch/Spanisch: Cabra) und ist für Ponç II. Guerau im 12. Jahrhundert erstmals belegt. Es ist heute das Wappen der Gemeinde Santa Maria de Corcó.

Das Haus Cabrera war eine Familie des katalanischen Adels, die seit dem frühen 11. Jahrhundert nachweisbar ist. Benannt ist die Familie nach ihrer Stammburg Cabrera, gelegen bei der Ortschaft Santa Maria de Corcó (heute: L’Esquirol) in der Comarca Osona.

## Geschichte
Stammvater des Hauses war ein gewisser Gausfred, der im Jahr 1017 in einem Akt des Bischofs Wilfried von Besalú als Burgherr von Cabrera (Gauzfredi ex castro Caprerensi) beurkundet ist. Dessen mutmaßlicher Sohn Guerau I. heiratete die Erbtochter des Vizegrafen Amat, wodurch das Haus in den Besitz der Vizegrafschaft Girona gelangte, die wiederum ein Lehen der Grafen von Barcelona war. Der vizegräfliche Titel war danach auf alle Besitzungen der Cabrera übergegangen, die durch die Ehe von Ponç I. um die Burg von Àger (Comarca Noguera) erweitert wurde, die in der Grafschaft Urgell lag.
Die Familie Cabrera hatte sich im 12. Jahrhundert unter den führenden Feudaladel Kataloniens etabliert. Ponç II. Guerau († 1162/63) war am Hof des Kaisers Alfons VII. von León-Kastilien zu hohen Würden gelangt. Im 13. Jahrhundert hatte sich die Familie einen Erbanspruch auf die mächtige Grafschaft Urgell erworben, den Guerau IV. († 1228) gewaltsam durchzusetzen suchte und damit eine fast einhundertjährige Fehde seiner Familie mit der Krone Aragón auslöste.

## Stammliste (vereinfacht)

### 11. bis 12. Jahrhundert
1. Gausfred (1017 genannt), Herr von Cabrera
  1. Guerau I. de Cabrera († vor 1050), Herr von Cabrera, Vizegraf von Girona; ⚭ mit Ermessenda († 1057), Tochter und Erbin von Amat de Montsoriú, Vizegraf von Girona
    1. Ponç I. de Cabrera († zwischen 1084 und 1090), Herr von Cabrera, Vizegraf von Girona; ⚭ mit Letgardis de Tost, Erbin von Àger
      1. Guerau II. Ponç de Cabrera († 1131/32), Vizegraf von Girona, Herr von Cabrera und Àger; 1. ⚭ mit Estefania; 2. ⚭ mit Elvira
        1. Ponç II. Guerau de Cabrera († 1162/63), Vizegraf von Girona, Herr von Cabrera und Àger, Fürst von Zamora, maiordomus imperatoris; 1. ⚭ mit Sancha; 2. ⚭ mit María Fernández de Traba
          1. (I) N. N. (Sohn, † 1157)
          2. (I) Guerau III. Ponç de Cabrera († nach 1165), Vizegraf von Cabrera und Àger; ⚭ mit Berenguela
            1. Ponç III. de Cabrera († um 1199),  Vizegraf von Cabrera und Àger; ⚭ mit Marqueza, Tochter von Ermengol VII. († 1184), Graf von Urgell
              1. Guerau IV. de Cabrera († 1228), Vizegraf von Cabrera und Àger, Graf von Urgell; ⚭ mit Eilo Pérez de Castro – Nachkommen siehe unten

          3. (II) Fernando Ponce de Cabrera
          4. (II) Sancha de Cabrera († 1176); ⚭ mit Graf Vela Gutiérrez († 1160)
            1. Pontius Vela von Cabrera († 1202); ⚭ mit Teresa Rodríguez Girón, Tochter von Rodrigo Gutiérrez Girón und seiner ersten Ehefrau María de Guzmán
              1. Pedro Pontius von Cabrera; ⚭ mit Aldonza Alfonso von León; durch diese Heirat entstand eines der berühmtesten Adelshäuser des späteren Mittelalters, Pontius von León, das über die Herzogtümer Arcos und Cádiz herrschte

        2. Ferrer de Cabrera
        3. Bernat de Cabrera
        4. Pere de Cabrera
        5. (Filiation umstritten) Arsenda; ⚭ mit Ermengol VI. († 1154), Graf von Urgell

### 13. bis 14. Jahrhundert
1. Guerau IV. de Cabrera († 1228), Vizegraf von Cabrera und Àger, Graf von Urgell; ⚭ mit Eilo Pérez de Castro
  1. Ponç de Cabrera († 1243), Graf von Urgell, Vizegraf von Àger; 1. ⚭ mit Aurembiaix de Montcada, Tochter von Pere I. de Montcada, Senyor d’Aitona; 2. ⚭ mit María González Girón
    1. (II) Ermengol IX. († 1243), Graf von Urgell, Vizegraf von Àger
    2. (II) Álvaro († 1267), Graf von Urgell, Vizegraf von Àger; 1. ⚭ mit Constança de Montcada, Tochter von Pere I. de Montcada, Senyor d’Aitona; 2. ⚭ mit Cécile de Foix, Tochter von Roger Bernard II., Graf von Foix
      1. (I) Leonor; ⚭ mit Sancho d’Antillón
        1. Constança d’Antillón; ⚭ mit Gombau d’Entença († 1308)
          1. Teresa d’Entença († 1327), Gräfin von Urgell und Vizegräfin von Àger als Erbin Ermengols X.; ⚭ mit dem späteren König Alfons IV. von Aragón

      2. (II) Ermengol X. († 1314), Graf von Urgell, Vizegraf von Àger; ⚭ mit Sibilla de Montcada, Tochter von Pere I. de Montcada, Senyor d’Aitona
      3. (II) Álvaro († 1299), Vizegraf von Àger; ⚭ mit Sibila de Cardona, Tochter von Ramon Folch de Cardona, Vescomte de Cardona
      4. (II) Cecilie; ⚭ Jofre IV., Vescomte de Rocabertí

  2. Guerau V. de Cabrera († um 1242), Vizegraf von Cabrera; ⚭ mit Ramona de Montcada
    1. Guerau VI. de Cabrera († um 1278), Vizegraf von Cabrera; ⚭ mit Sancha de Santa Eugenia, Señora de Torroella de Montgrí
      1. Marquesa de Cabrera; ⚭ mit Ponç V. († 1313), Graf von Empúries

    2. Ramon de Cabrera, Señor de Anglés y Brunola; ⚭ mit Alamanda
      1. Bernardo I. de Cabrera, Vescomte de Cabrera; ⚭ mit Leonor de Aguilar
        1. Bernardo II. de Cabrera († 1364), Vescomte de Cabrera; ⚭ mit Timbor de Fenollet
          1. Ponç IV. de Cabrera († 1349), Vescomte de Cabrera
          2. Bernardo III. de Cabrera († 1368), Vescomte de Cabrera, Conde de Módica; ⚭ mit Marguerite de Foix, Tochter von Roger Bernard III., Graf von Foix
            1. Bernardo IV. de Cabrera († 1423), Vescomte de Cabrera, Conde de Módica y Osona; 1. ⚭ mit Timbor, Tochter von Juan de Aragón, Conde de Prades; 2. ⚭ mit Cécile d’Urgell, Tochter von Pedro de Aragón, Conde d’Urgell – Nachkommen siehe unten

  3. Rodrigo Ponce de Castro († 1259); ⚭ mit Leonor González de Lara
    1. Leonor Rodríguez de Castro († 1275); ⚭ mit Infante Felipe de Castilla († 1274), Sohn von König Ferdinand III. von Kastilien
    2. Fernando Rodríguez de Castro; ⚭ mit Urraca López de Haro, Tochter von Diego López V. de Haro, Herr von Vizcaya.

### 15. Jahrhundert
1. Bernardo IV. de Cabrera († 1423), Vescomte de Cabrera, Conde de Módica y Osona; 1. ⚭ mit Timbor, Tochter von Juan de Aragón, Conde de Prades; 2. ⚭ mit Cécile d’Urgell, Tochter von Pedro de Aragón, Conde d’Urgell
  1. Bernardo V. de Cabrera († 1466), Vescomte de Cabrera, Conde de Módica y Osona; ⚭ mit Violante de Prades
    1. Juan I. de Cabrera († 1474), Vescomte de Cabrera, Conde de Módica y Osona; ⚭ mit Jeanne de Carmain
      1. Juan II. de Cabrera († 1477), Vescomte de Cabrera, Conde de Módica y Osona
      2. Ana I. de Cabrera († um 1526), Vescomtesa de Cabrera, Condesa de Módica y Osona; ⚭ mit Fadrique Enríquez († 1537), 2. Conde de Melgar, Señor de Medina del Rioseco, Großadmiral von Kastilien

  2. Sancha de Cabrera; ⚭ mit Archambaud de Foix († 1419), Sire de Navailles, Sohn von Archambaud de Grailly und der Isabelle, Gräfin von Foix
  3. Timbor de Cabrera; ⚭ mit Juan Fernández de Hijar, Señor de Belchite